# 青岛上海路小学
36°04′35.5″N 120°19′12.5″E / 36.076528°N 120.320139°E

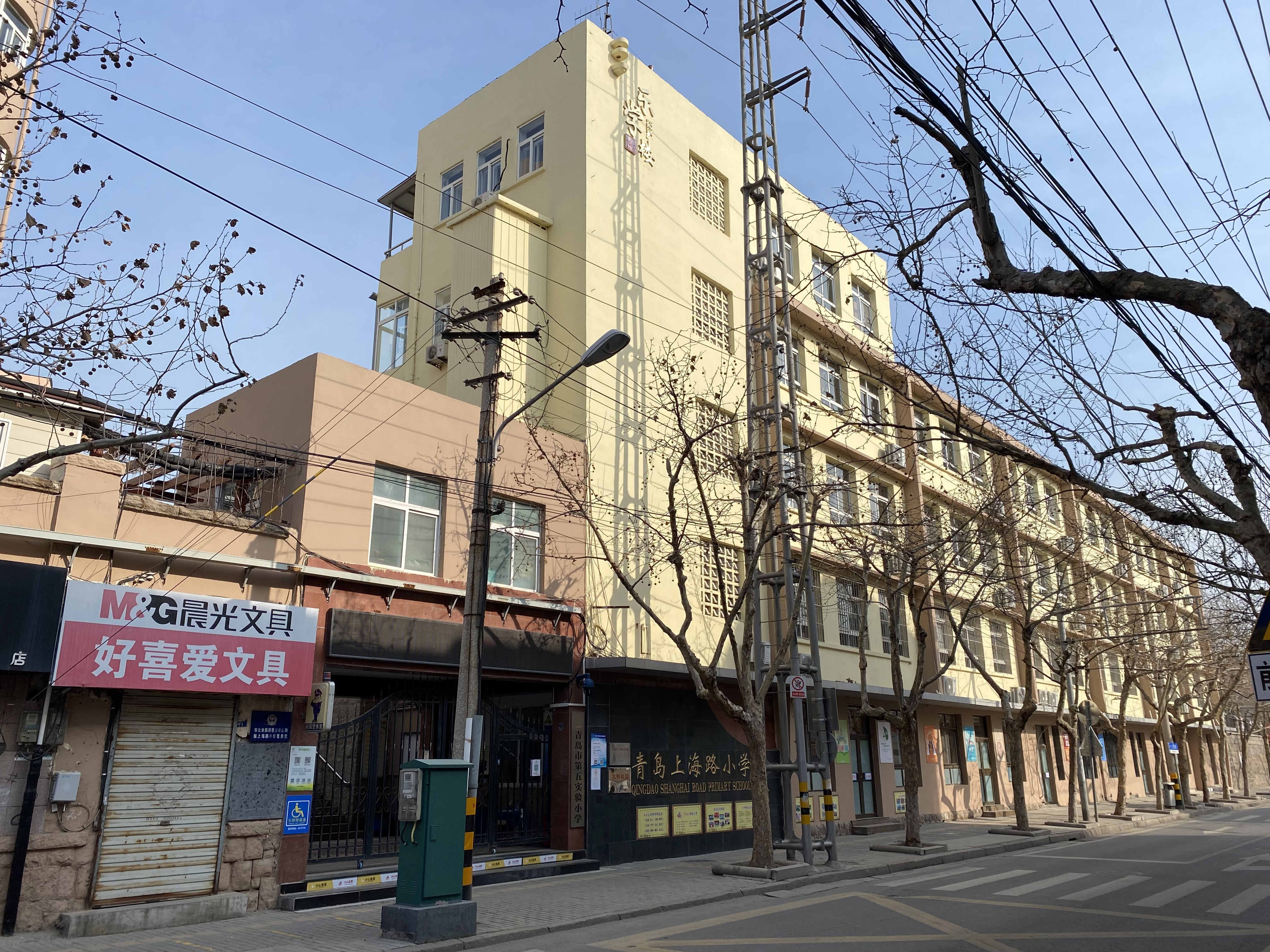
上海路小学，2022年1月

青岛上海路小学是位于中国山东省青岛市市北区上海路9号的一所小学，其前身为中华基督教自立会于1920年创办的私立尚德小学，1949年后改名私立民光小学，1952年与私立鸾台小学合并，改为公立。

## 校史
1920年2月，中华基督教自立会长老刘寿山创办私立尚德小学，设于上海路礼贤中学隔壁，后来另设有大麦岛分校。1928年有学生230人，教员7人，职员2人，校舍教室5间，宿舍5间，办公室1间。1930年代，该校与礼贤、崇德、文德三所教会中学为邻，校风良好，成绩居中上游，同时重视音乐教育，设有雅乐队（民乐团），但因操场太小，体育成绩不理想。1936年，该校有学生335人，教职员11人。1937年8月至1938年，该校因七七事变一度停课。抗战结束后，该校学生人数达到1000余人。1951年3月，该校改名私立民光小学。1952年有学生1034人，教学班15个，教职工26人。
私立鸾台小学原名肥城县旅青同乡会小学，设于清平路4号肥城县同乡会内，1946年4月取肥城县八景之“鸾台夜月”之名改名鸾台小学，其经费、设备等多为同乡会人员募捐、拼凑，初期经营惨淡。1952年，该校有学生428人，教学班7个，教职员10人。
1952年8月，鸾台小学并入民光小学成为分校。1953年1月，私立民光小学由青岛市人民政府接管为上海路小学。1950年代起，该校重视音乐、美术、体育教育，其音体美活动小组曾在省、市、区竞赛中获奖，体育成绩亦提高迅速。1978年后，青岛市教育局确定该校为市重点小学，该校毕业会考成绩名列前茅，同时增设了大量体育设施、教学设施等。1987-1988年，该校有学生948人，教学班19个，教职工70人。
2020年7月，上海支路小学并入该校，成为其北校区。同年11月，该校与包头路小学、重庆路第二小学组建青岛上海路小学教育集团。

## 现况
该校2021年有教学班21个，学生800余人，教师60人，其中区市级优秀教师、教学能手30人。该校拥有“全国特色学校”、“山东省艺术示范学校”、“山东省雏鹰大队”、“青岛市文明单位”、“青岛市中小学高水平现代化学校”等荣誉称号，在市内声誉较高。

## 校舍

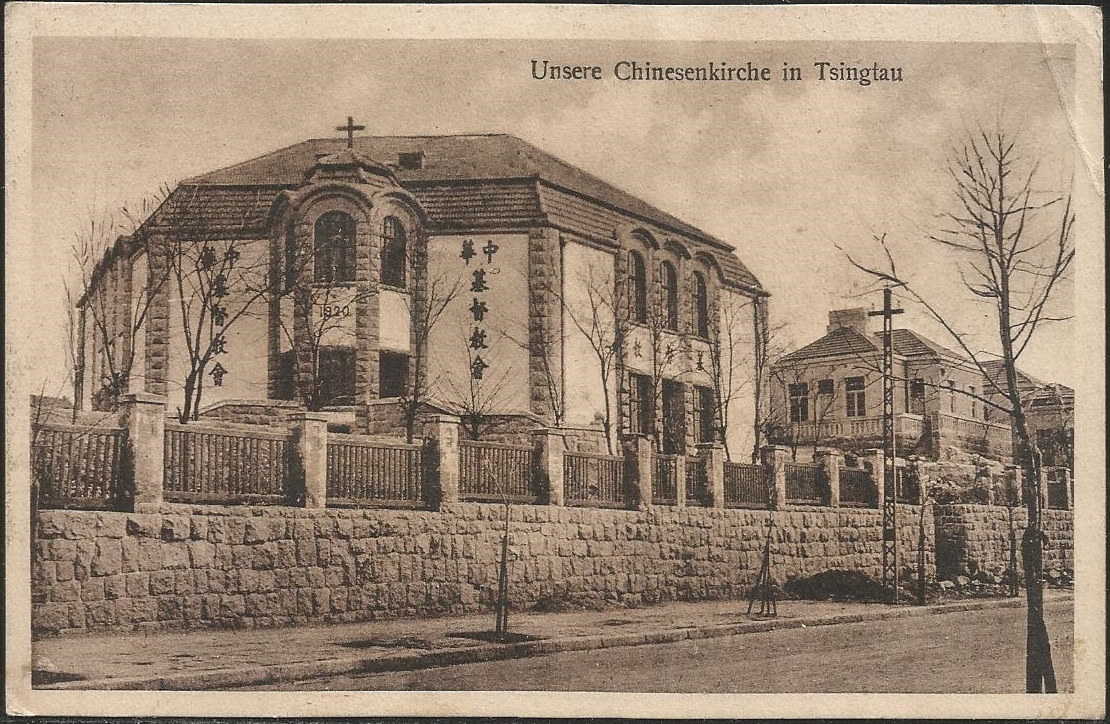
青岛上海路中华基督教自立会教堂

该校校内原有中华基督教自立会教堂一座，建于1920年，兼作尚德小学、上海路小学礼堂及音乐教室，1980至1990年代时拆除。
现该校校舍占地2954平方米，建筑面积3307平方米。